# Datcha Blanche
La Datcha Blanche (russe : белая дача ; ukrainien : біла дача) est la maison qu'Anton Tchekhov construisit à Yalta, en Crimée, et dans laquelle il a écrit quelques-unes de ses plus grandes œuvres. C'est maintenant son musée littéraire.

## Historique

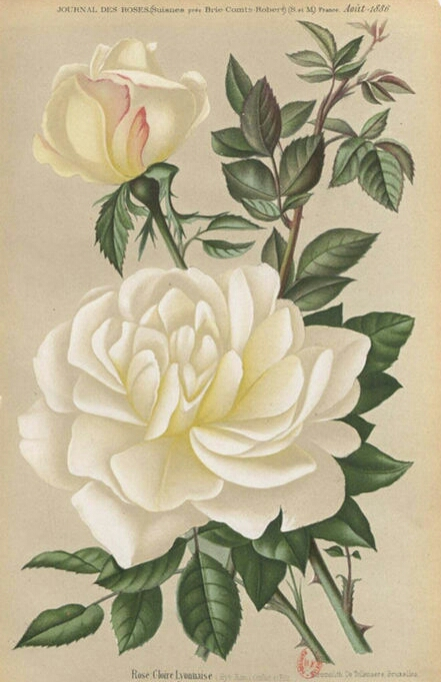
Rose 'Gloire Lyonnaise', variété plantée par Tchekhov dans le jardin de sa villa.

La première fois que Tchékhov est allé à Yalta, c'est en juillet 1888, alors qu'il se rend à Théodosie. Il est resté trois semaines en juillet-août de l'année suivante, travaillant sur sa nouvelle Une histoire ennuyeuse. Il y retourne cinq ans plus tard, cette fois-ci pour s'y soigner, et descend à l'hôtel Russie (Rossiya). C'est à la fin de l'année 1898 qu'il achète une parcelle de terrain dans les hauteurs. Il fait aménager un jardin et construire une villa d'après les plans de l'architecte Léon Nikolaïevitch Chapovalov. Les travaux durent dix mois et le 9 septembre 1899 Tchékhov emménage avec sa sœur Maria Pavlovna et sa mère Evguenia Iakovlevna. C'est ici qu'il écrit La Dame au petit chien, Les Trois Sœurs et La Cerisaie.

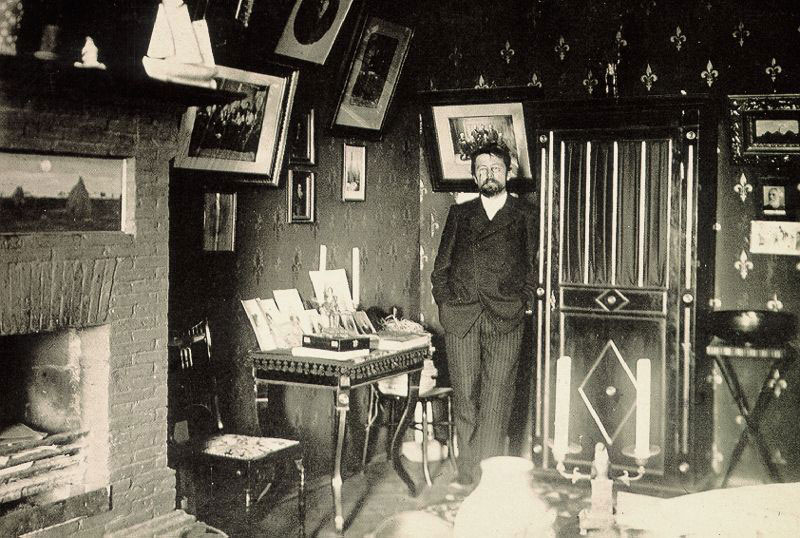
L'écrivain dans son bureau de la Datcha blanche.

Amateur de roses, Tchekhov plante une soixantaine de variétés de roses, dont une grande majorité de variétés françaises, qu'il choisit dans les divers catalogues européens, comme 'Gloire de Dijon', 'Maréchal Niel', 'Rêve d'Or', toutes trois de couleur jaune, 'Cramoisi Supérieur' et 'Princesse de Sagan', de couleur rouge, 'Souvenir de La Malmaison', 'Madame Lombard' et 'La France', de couleur rose, etc. et met en bonne place la très florifère 'Madame Joseph Schwartz' (1880), de l'obtenteur lyonnais Schwartz. Il plante aussi des iris, des œillets, des phlox, des lavatères, des chrysanthèmes, toute sorte d'arbustes, des cyprès et des arbres fruitiers, comme des pêchers et citronniers, etc. De toutes les roses de l'écrivain, seule subsiste Rosa banksiae f. 'Lutea' qui grimpe sur la façade depuis l'automne 1899.
Dans une lettre de Tchékhov du 3 août 1901 à sa sœur il lui donne par testament la propriété à vie de sa maison de Yalta, et la nomme héritière des revenus issus de ses œuvres dramatiques. La Datcha Blanche est ouverte au public un an après la mort de l'écrivain. Son frère Mikhaïl Pavlovitch Tchékhov écrit que « la Russie s'est enrichie entièrement de cette poésie et de cette lyrique tchékhovienne si touchante, grâce à cette entreprise culturelle qui est désormais connue de tout le monde civilisé et qui porte le nom de musée-datcha A. Tchékhov de Yalta. »
Jusqu'à la révolution de 1917, Maria Pavlovna passe l'hiver à Moscou à travailler sur les archives de son frère, et l'été à la Datcha Blanche, afin de l'entretenir. Elle effectue les travaux sur ses propres moyens reçus des droits d'auteur des pièces de théâtre de son frère et sur les droits d'auteur reçus de la correspondance de son frère qu'elle fait publier. Les chambres d'habitation de son frère sont conservées par elle en l'état, tandis qu'elle veille également aux archives littéraires. Elle déménage définitivement avec sa mère de Moscou à Yalta au printemps 1917. Evguenia Iakovlena Tchekhova y meurt le 3 janvier 1919. Elle est enterrée à Yalta. Quant à Marie, la sœur de l'écrivain, elle s'occupe de la maison devenue musée, jusqu'à sa mort en 1957.

## Galerie de photos

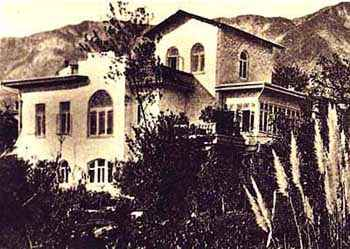
La maison en 1899 ;
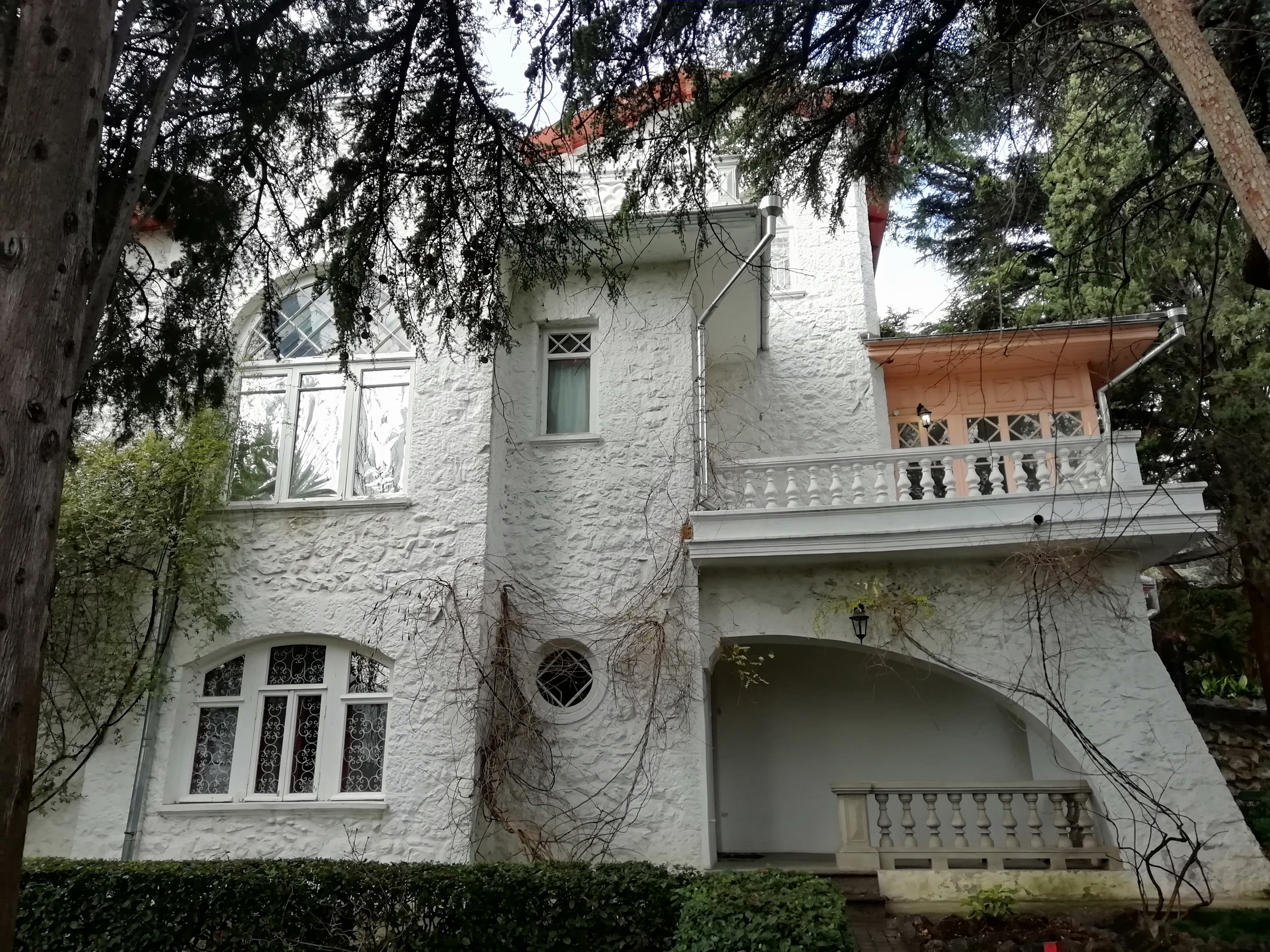
entrée de la villa ;
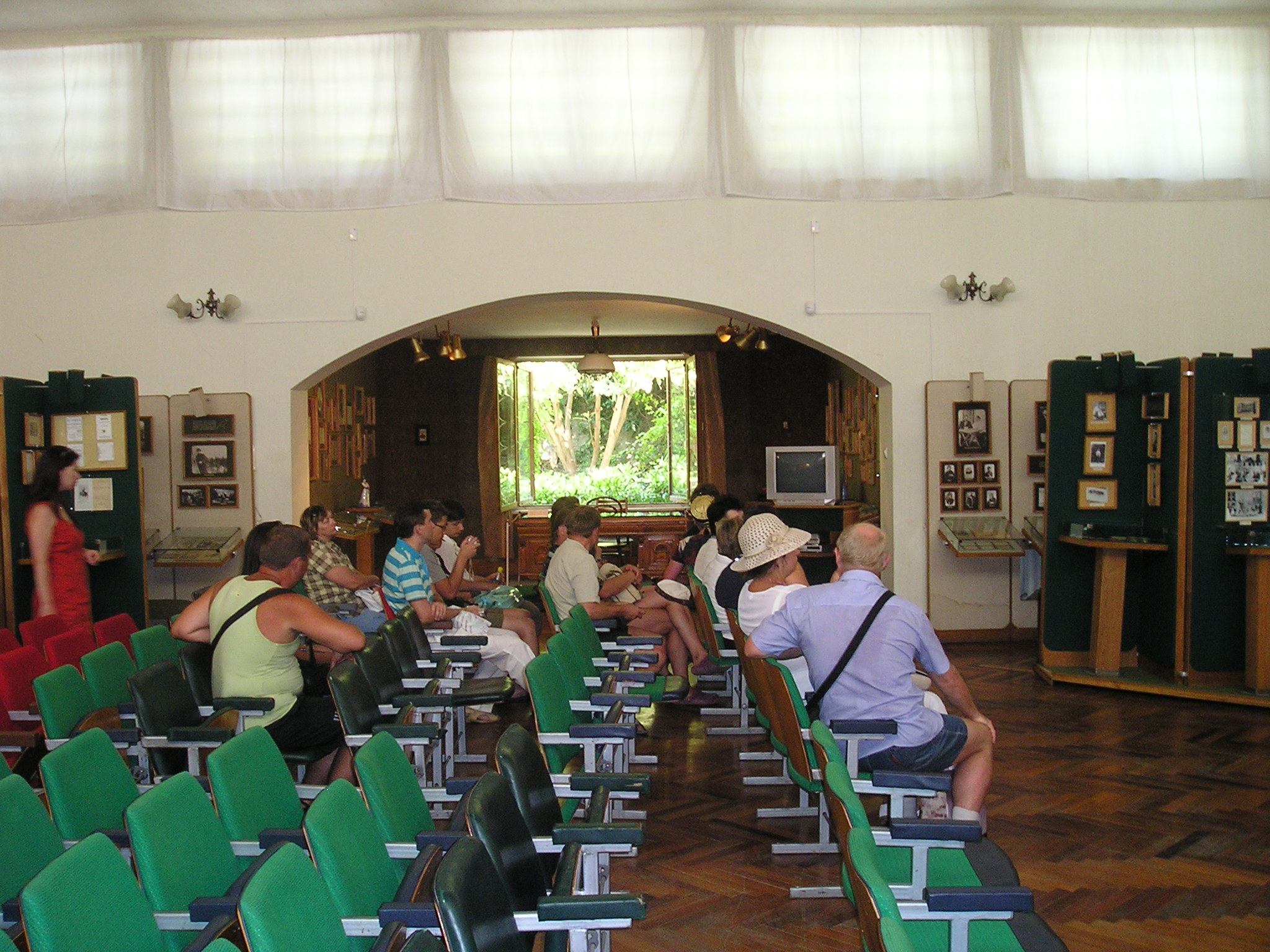
salle d'exposition et de conférence à l'intérieur du musée ;
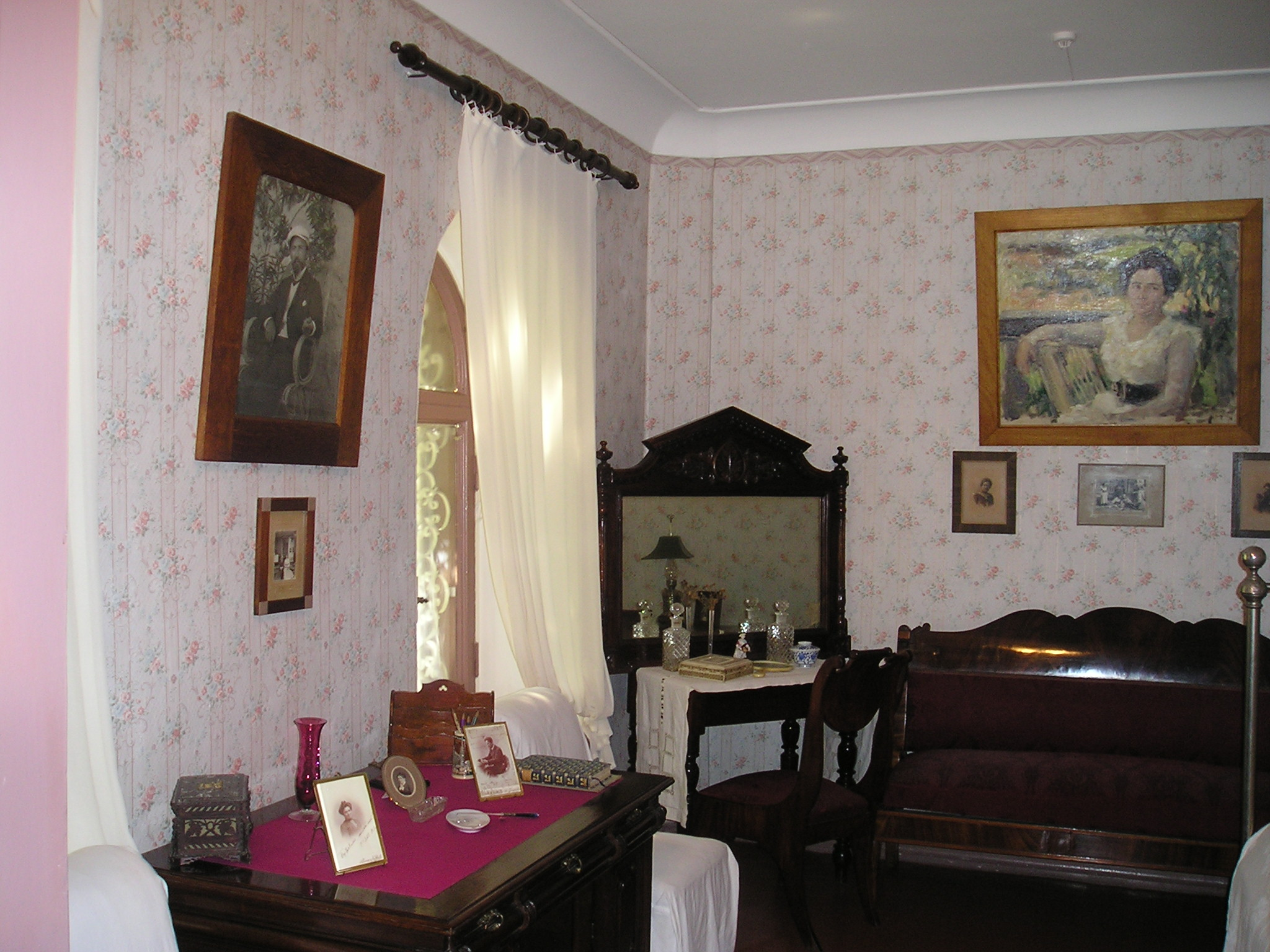
Intérieur du musée.

## Crédit d'auteurs
- (ru) Cet article est partiellement ou en totalité issu de l’article de Wikipédia en russe intitulé « Дом Чехова (Ялта) » (voir la liste des auteurs).